# 理查德·安东尼·索尔兹伯里

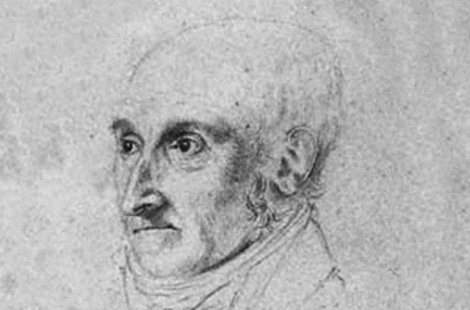
索尔兹伯里（威廉·约翰·伯切尔饰演）

理查德·安东尼·索尔兹伯里（英語：Richard Anthony Salisbury）（1761年5月2日—1829年）是英国植物学家。
索尔兹伯里出生于利兹，原名马克汉姆（Markham），由于是安妮·索尔兹伯里夫人资助他的学业，所以改名。1796年结婚，第二年他的女儿出生后，经济陷于困境，妻子和他离婚，他也入狱一段时间，不过1802年时他的经济状况好转，并购买了房子。
他坚决反对林奈的分类系统，所以他的著作并不被当时的植物界看好，他化名以一位朋友的名字出版了一个小册子，但仍然被指责是抄袭罗伯特·布朗的作品，他和布朗之间曾发生争执。
他很难和别人相处，当时的植物学家都不和他来往，但他实际是一位非常严谨的科学家，对植物学有相当的贡献。

## 主要作品
- Icones Stirpium rariorum, 1787
- Prodromus Stirpium in horto ad Chapel Allerton, 1796
- Disaertatio botanica de Erica, 1800
- Genera of Plants, 1866, edited by J. E. Gray.